# 제2차 산업

상품의 라이프사이클

이차 산업, 제2차 산업은 생산, 건설과 같이, 완성된 산물을 만들어내는 경제 부문이다. 이를테면 제조 공업, 토목 건축업 및 전기·가스 공급업을 말한다. 이 산업은 제1차 산업의 산물을 가져와서 완성된 제품을 제조한다. 대개 경공업과 중공업으로 나뉜다.

## 나라별 산업 생산량
| (01) 중국 | 11,261 |
| (—) 유럽 연합 | 5,729  |
| (02) 미국 | 4,093  |
| (03) 인도 | 2,604  |
| (04) 일본 | 1,719  |
| (05) 인도네시아 | 1,549  |
| (06) 러시아 | 1,422  |
| (07) 독일 | 1,364  |
| (08) 대한민국 | 912    |
| (09) 사우디아라비아 | 840    |
| (10) 멕시코 | 835    |
| (11) 튀르키예 | 763    |
| (12) 브라질 | 720    |
| (13) 영국 | 639    |
| (14) 프랑스 | 597    |
| (15) 이탈리아 | 587    |
| (16) 이란 | 578    |
| (17) 캐나다 | 537    |
| (18) 폴란드 | 517    |
| (19) 태국 | 499    |
| (20) 이집트 | 490    |
| The twenty largest countries by industrial output (in PPP terms) at peak level as of 2020, according to the IMF and CIA World Factbook. |        |